# Копал

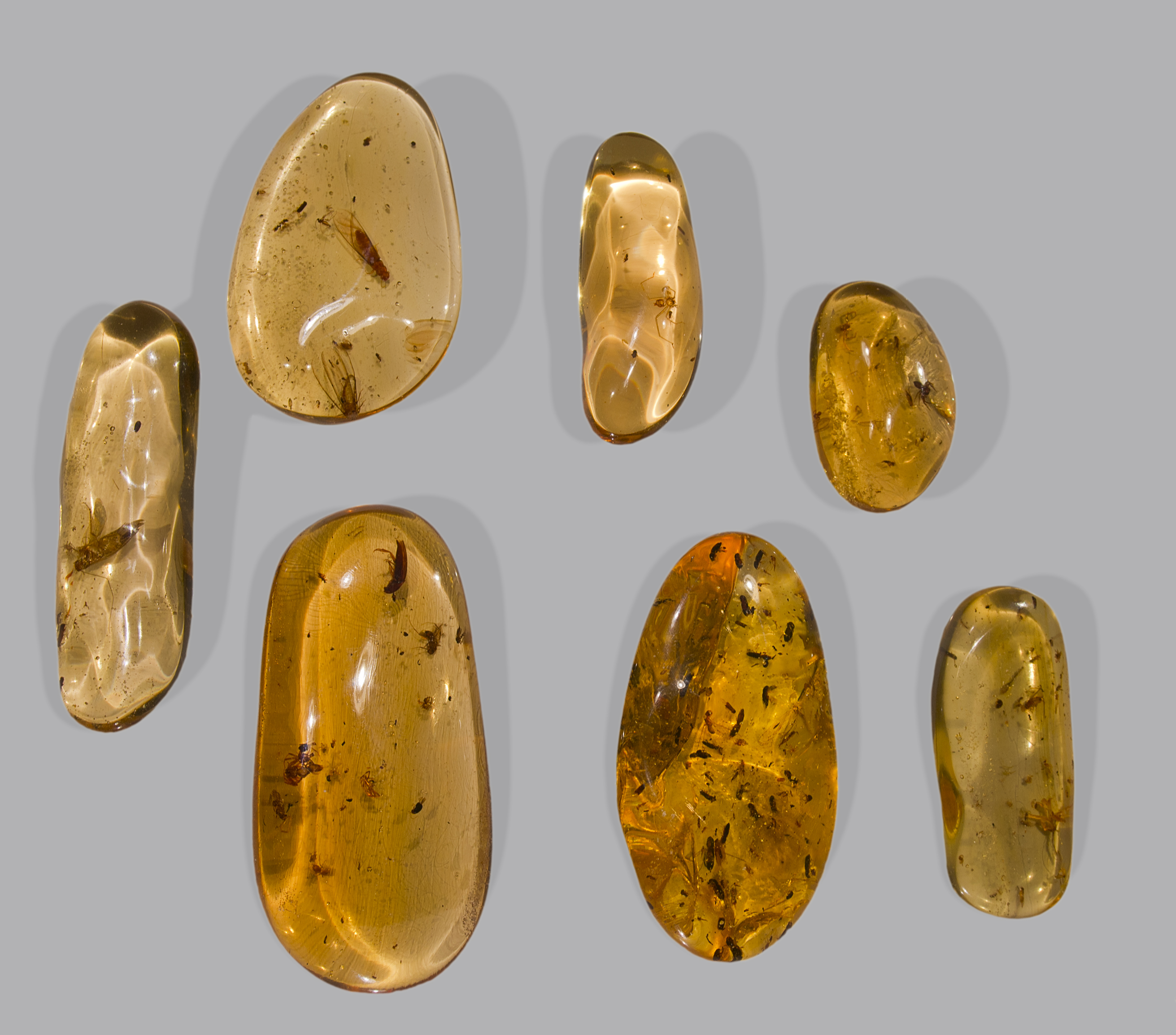
Мадагаскарський копал

Копал — тверда, важкоплавка, викопна природна смола, що має хімічну стійкість. Схожа на бурштин. Виділяється переважно тропічними деревами родини бобових.
Часто копал називають за місцем видобутку. Видобувають копал з допомогою підсочки стовбурів дикого копалового дерева, також із землі (викопний копал). Слово походить від copalli(пахощі) на мові мексиканських індіанців.
Копал не має смаку і запаху, світло-жовтого до бурого кольору, складається в основному із смоляних кислот, щільність 1,03-1,07 г/см³, плавиться при 180—340 °С, розчинність різна. Служить для приготування лаків; у зв'язку з появою синтетичних смол втрачає своє значення.
Досі копал використовується в Мексиці і Центральній Америці як пахощі в різних церемоніях.
Існує кілька варіантів копалу. Твердий, схожий на бурштин, жовтий копал — найдешевший вид, білий копал — тверда, липка субстанція молочного кольору — дорожчий.